# Karl-Heinz Frieser
Karl-Heinz Frieser, né en 1949 à Pressath, est un officier et historien militaire allemand, auteur du Mythe de la guerre-éclair : La Campagne de l’Ouest de 1940.

## Son parcours
Karl-Heinz Frieser avait déjà une carrière militaire largement amorcée et le grade de lieutenant-colonel lors de la parution de la première édition de son ouvrage, en 1995, paru sous le titre « Blitzkrieg-Legende. Der Westfeldzug 1940 ».
Il appartenait alors au Bureau de recherche d’histoire militaire de la Bundeswehr (Militärgeschichtliche Forschungsanmt). Cette institution n’a pas d'équivalence stricte en France ; l’organisme s’en approchant le plus serait le Service historique de l’Armée de terre (SHAT).

## Ses apports
Son principal ouvrage, Le Mythe de la guerre-éclair, reprend pas à pas les moments clés de la bataille de France en mai 1940 pour montrer quels risques a pris la Wehrmacht et comment sa réussite a tenu autant à un usage original de ses moyens (par exemple la coordination avions-blindés) qu'aux erreurs défensives des Français.
Ce livre a le mérite d'être tout d'abord une étude de la campagne de France de mai-juin 1940 menée du point de vue allemand et mettant à profit les sources allemandes et françaises. Cette étude se fonde également sur de nombreux témoignages. Enfin, la précision des cartes et schémas permet de suivre l’action des 3 ou 4 troupes de tête de la Wehrmacht, dans la percée de Sedan.
Cette analyse remet en cause la théorie courante d’une « stratégie de la guerre-éclair ».
Pour Karl-Heinz Frieser, cette notion de guerre-éclair n’était partagée réellement que par deux hommes : Erich von Manstein et Heinz Guderian. Écarté de la direction des opérations au moment décisif, von Manstein voit son plan réalisé à Sedan par l'ardeur du général qui croit le plus en ses théories : Guderian. L’auteur analyse aussi pourquoi ce fut l’échec lorsque Hitler voulut réitérer la même opération contre l’URSS. À « l'impardonnable défaite » des Français, Karl-Heinz Frieser répond par l'étrange victoire allemande, due à l'interprétation par Guderian des ordres qui lui ont été donnés. L'état-major allemand et Hitler étaient plus circonspects. L’auteur montre combien l’apport des décisions d'Hitler était mince. Il expose les caprices de celui-ci, l’alternance entre ses phases d’optimisme et de pessimisme, sa peur maladive à l’idée d’exposer les flancs qui le poussa à entraver la progression des troupes de Guderian, démonstration reprise quelques années plus tard par l'historien anglais Alistair Horne.
Le colonel Frieser veut démontrer également que les origines de la réussite du plan allemand ne se trouvent pas dans une quelconque supériorité qualitative ou quantitative des blindés allemands. Sur ces deux plans, la Wehrmacht se trouve généralement en situation d’infériorité face aux véhicules alliés. Le résultat de cette campagne trouve ses sources dans le développement de modes d’organisation et de modes de coordination entre les armes (infanterie, blindés, aviation notamment) adaptés aux besoins opérationnels, prenant en compte les évolutions récentes de la technique, ce que l’Armée française n'avait pas su accomplir.

## Œuvres
- Karl-Heinz Frieser (trad. de l'allemand par Nicole Thiers), Le Mythe de la guerre-éclair : La Campagne de l'Ouest de 1940 [« Blitzkrieg-Legende, der Westfeldzug 1940 »], Paris, éditions Belin, 1995 (réimpr. 2003), 480 p., Broché (ISBN 2-7011-2689-4).